# Міжфракційне депутатське об'єднання «-25% Тарифи. Стоп корупція»
Міжфракційне депутатське об'єднання «-25% Тарифи. Стоп корупція»—  створене у Верховній Раді України IX скликання 2 липня 2020 року.
Метою своєї діяльності міжфракційне об'єднання називає "виявлення, вивчення і запобігання випадкам порушень, що становлять суспільний інтерес". Мова йде про міжнародну корупцію, її прояви і наслідки для України; створення і функціонування наглядових рад при державних підприємствах; махінаціях в паливно-енергетичному комплексі України при формуванні тарифів для населення і ціноутворення на енергетичному ринку; знищення банківської системи України.

## Члени
Голова міжфракційного об'єднання є позафракційний народний депутат Андрій Деркач.
У фракцію увійшло 27 народних депутатів.